# Жидели (Мойынкумский район)
Жидели (каз. Жиделі) — село (ранее станция) в Шуском районе Жамбылской области Казахстана. Входит в состав Хантауской поселковой администрации. Код КАТО — 315649200.

## Население
В 1999 году население станции составляло 236 человек (121 мужчина и 115 женщин). По данным переписи 2009 года, в населённом пункте проживало 217 человек (108 мужчин и 109 женщин).